# Десландеш, Венансиу Аугушту
Венансиу Аугушту Десландеш (порт. Venâncio Augusto Deslandes, 8 мая 1909, Лиссабон, Португалия — 1985) — португальский военный деятель и колониальный администратор, генерал-губернатор Анголы (1961—1962).

## Биография
В 1958 г. становится генералом португальских ВВС, назначен начальником штаба ВВС. Затем являлся послом Португалии в Испании.
В 1961—1962 гг. — генерал-губернатор и верховный главнокомандующий Вооруженных Сил в Анголе. На этом посту пришлось начало антиколониальной войны, предложил комплексный план развития колонии, включавший создание университета в Луанде. Его политика встретила сопротивление министра по делам заморских территорий Адриану Морейра, что привело к скорой отставке генерал-губернатора.
В 1968—1972 гг. — начальник генерального штаба Вооруженных Сил Португалии.
Избирался депутатом португальского парламента.

## Награды
| Страна     | Дата                          | Награда                                                            | Награда                                                            | Литеры |
| ---------- | ----------------------------- | ------------------------------------------------------------------ | ------------------------------------------------------------------ | ------ |
| Испания    | 22 августа 1939 —             | Кавалер медали Красного Креста Военных заслуг                      | Кавалер медали Красного Креста Военных заслуг                      |        |
| Испания    | 22 августа 1939 —             | Медаль «За военную кампанию»                                       | Медаль «За военную кампанию»                                       |        |
| Бразилия   | 21 октября 1955 —             | Гранд-офицер ордена «За заслуги в воздухоплавании»                 | Гранд-офицер ордена «За заслуги в воздухоплавании»                 |        |
| Португалия | 27 октября 1962 —             | Командор Военного ордена Башни и Меча, Доблести, Верности и Заслуг | Командор Военного ордена Башни и Меча, Доблести, Верности и Заслуг | ComTE  |
| Португалия | 2 июля 1969 —                 | Кавалер Большого креста                                            | Военного ордена Святого Бенедикта Ависского                        | GCA    |
| Португалия | 21 октября 1953 — 2 июля 1969 | Гранд-офицер                                                       | Военного ордена Святого Бенедикта Ависского                        | GOA    |
| Португалия | 15 мая 1947 — 21 октября 1953 | Командор                                                           | Военного ордена Святого Бенедикта Ависского                        | ComA   |
| Испания    | 9 июля 1970 —                 | Кавалер Большого креста ордена Изабеллы Католической               | Кавалер Большого креста ордена Изабеллы Католической               |        |
| Испания    | 9 июля 1970 —                 | Кавалер Большого Креста Военно-Воздушных заслуг белого дивизиона   | Кавалер Большого Креста Военно-Воздушных заслуг белого дивизиона   |        |
| Португалия | —                             | Медаль «За военные заслуги» 1 класса                               | Медаль «За военные заслуги» 1 класса                               | MPMM   |
| Португалия | —                             | Медаль «За военные заслуги» 2 класса                               | Медаль «За военные заслуги» 2 класса                               | MSMM   |
| Португалия | —                             | Серебряная медаль «За образцовое поведение»                        | Серебряная медаль «За образцовое поведение»                        | MPCE   |